# Heinrich von Roeder (General, 1804)
Maximilian Heinrich von Roeder (* 10. Oktober 1804 in Berlin; † 8. November 1884 im Bernerhof in Bern) war ein preußischer General der Infanterie und Gesandter.

## Leben

### Herkunft
Maximilian war der Sohn von Wilhelm Karl Ferdinand von Roeder (1781–1813) und dessen Ehefrau Karoline, geborene von Kahle (1780–1837). Sein Vater war preußischer Major im Generalstab, Adjutant des Generals Friedrich von Kleist und fiel in der für Preußen siegreichen Schlacht bei Kulm.

### Militärkarriere
Roeder besuchte ab 1. November 1819 das Kadettenhaus Berlin und wurde anschließend am 6. April 1822 als Unteroffizier dem 1. Garde-Regiment zu Fuß der Preußischen Armee überwiesen. Hier wurde er am 15. März 1823 zum Sekondeleutnant befördert. In den Jahren 1828/29 war er zur weiteren Ausbildung an die Allgemeine Kriegsschule kommandiert. Vom 17. Mai 1831 bis 29. März 1837 diente Roeder als Adjutant der 14. Division. Anschließend kehrte er in sein Stammregiment zurück und wurde im Jahr darauf ab 19. Juni 1838 als militärischer Berater des Prinzen Alexander von Preußen kommandiert. Mit der Beförderung zum Major am 7. Oktober 1850 ernannte man ihn schließlich zum persönlichen Adjutant des Prinzen. In dieser Stellung erhielt Roeder Ende Mai 1859 den Kronen-Orden III. Klasse sowie Ende August 1860 das Komturkreuz des Verdienstordens vom Heiligen Michael und stieg schließlich am 17. März 1863 zum Generalmajor auf. Am 1. Oktober 1864 wurde er von seinem Verhältnis als Adjutant entbunden und Zwecks Verwendung im diplomatischen Dienst zu den Offizieren à la suite der Armee gestellt.
Roeder trat am 27. Oktober 1864 die Stelle als preußischer Gesandter im Kurfürstentum Hessen in Kassel an. Sein Tätigkeitsbereich erstreckte sich auch auf Lippe-Detmold, Waldeck und Schaumburg-Lippe. Nach der Niederlage im Deutschen Krieg wurde das Kurfürstentum durch Preußen besetzt und annektiert. Roeder wurde am 8. Juni 1866 der Charakter als Generalleutnant verliehen. Am 12. März 1867 wurde Roeder auf Empfehlung von Albrecht von Roon zum preußischen Gesandten in Bern ernannt. 1868 wurde er zum Gesandten des Norddeutschen Bundes in der Schweiz und von 1871 zum Botschafter des Deutschen Reichs ernannt. Am 21. November 1878 erhielt er den Charakter als General der Infanterie sowie am 6. März 1882 das Großkomturkreuz des Königlichen Hausordens von Hohenzollern. Unter Verleihung des Großkreuzes des Roten Adlerordens mit Brillanten wurde Roeder am 3. November 1882 von seiner Stellung als Gesandter entbunden.
Er war Rechtsritter des Johanniterordens.

### Familie
Roeder verheiratete sich am 6. Januar 1830 in Kleve mit Johanna Ernestine Agnes Gräfin und Edle Herrin zur Lippe-Sternberg-Schwalenberg (1807–1830). Nach ihrem frühen Tod heiratete er am 19. September 1839 in La Tour-de-Peilz Bertha Mathilde, verwitwete von Gyicko, geborene Ausset (1816–1895). Aus den Ehen gingen folgende Kinder hervor:
- Karl Heinrich Bernhard (1830–1876), preußischer Sekondeleutnant, zuletzt Farmer in Texas
- Jenny (* 1840) ⚭ Rudolf von Krause auf Poblotz
- Eugen Alexander Heinrich (1847–1938), wirklicher Geheimer Rat, Vizeoberzeremonienmeister und Einführer des Diplomatischen Korps ⚭ Lavinia Grace Watson (1852–1933)
- Pauline (1845–1914) ⚭ Rudolf von Winterfeldt (1829–1894), General der Infanterie
- Maximilian (1851–1899), Minen-Ingenieur ⚭ Gertrud Perigal (* 1859)
- Emma Agnes (1843–1911) ⚭ Constantin De Gautard